# مارينا

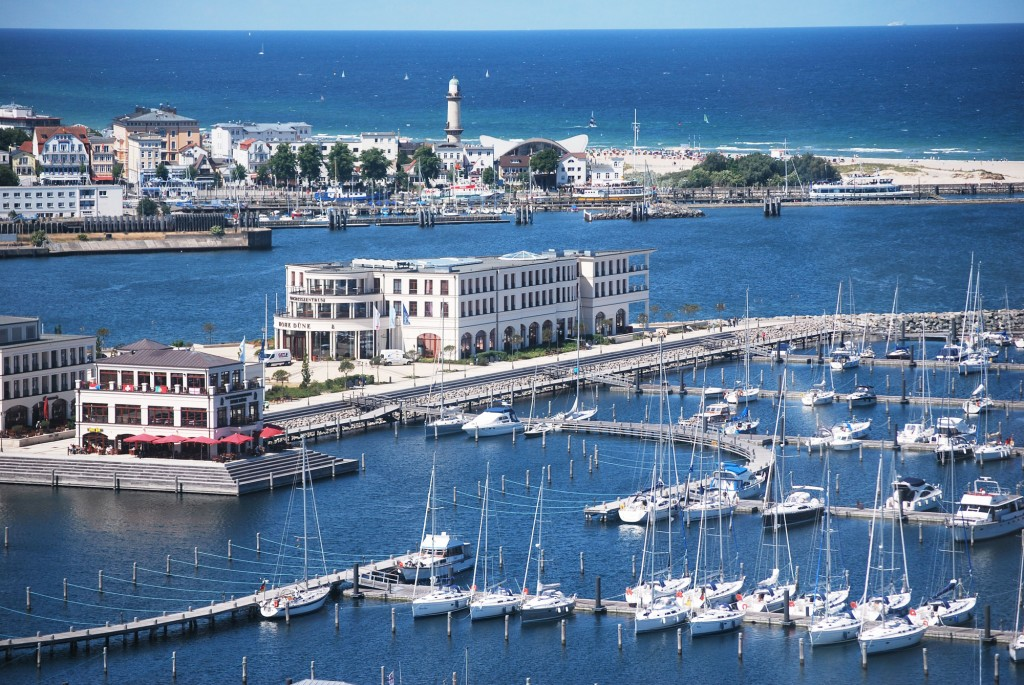
مارينا في مدينة روستوك على ساحل بحر البلطيق.

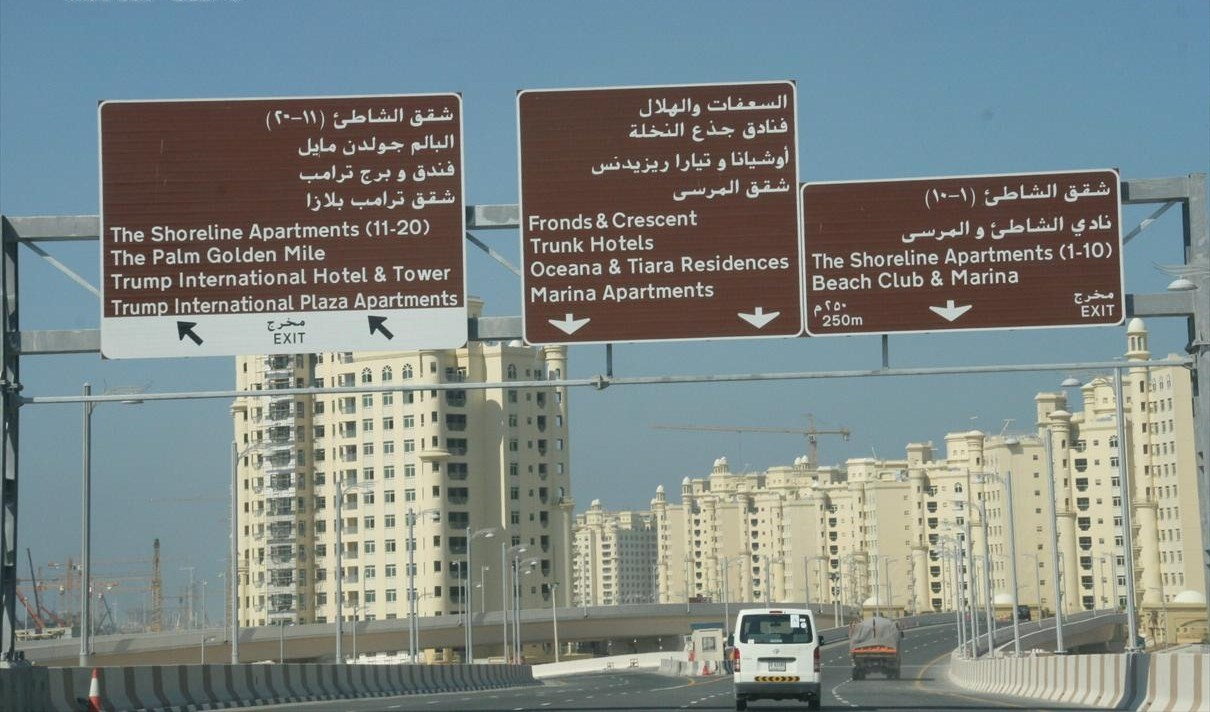
كلمة «مارينا» مترجمة «مرسى» على لافتة مرورية بمدينة دبي.

الحَوْض أو الفرضة أو المرسى (بالإسبانية: Marina)‏ (نقحرة: مارينا) هو رصيف أو حوض به مراسي ولوازم لليخوت والقوارب السياحية الصغيرة. والحوض يختلف عن الميناء في أن الحوض لا يتعامل سفن الركاب الكبيرة أو البضائع من سفن الشحن.